# Угловский сельский совет (Крым)
Угло́вский се́льский сове́т (укр. Углівська  сільська рада, крымскотат. Acı Bolat köy şurası, Аджы Болат кой шурасы) — административно-территориальная единица в Бахчисарайском районе в составе АР Крым Украины (фактически до 2014 года; ранее до 1991 года — в составе Крымской области УССР в СССР, до 1954 года — в составе Крымской области РСФСР в СССР).
В 1921 году был образован Аджи-Булатский сельсовет, видимо, при создании в Крыму системы сельсоветов, так как на 1926 год он уже существовал, включая сёла Аджи-Булат и Орта-Кисек-Улукул.
21 августа 1945 года Аджи-Булатский сельсовет был переименован в Угловский; позже, видимо, во время реформы по укрупнению сельских районов Крымской области в 1962 году, сельсовет упразднили, включив сёла в состав Вилинского (существовал на 1968 год). В составе одного села сельсовет вновь образован между 1968 и 1977 годами.
Население сельсовета по переписи 2001 года составляло 3 515 человек.
К 2014 году состоял из единственного села Угловое.
С 2014 года на месте сельсовета находится Угловское сельское поселение.